# Liste von Vertonungen des Te Deum
Diese Liste von Vertonungen des Te Deum listet kompositorische Umsetzungen des Te Deum auf.
(Sortierung nach Epoche und Geburtsdatum des Komponisten)

## Mittelalter
Aus dem Mittelalter sind mehrere einstimmige, unbegleitete Gregorianische Melodien des Te Deums von unbekannten Komponisten überliefert, wie zum Beispiel:
- tonus sollemnis (‚feierlicher Ton‘)
- tonus simplex (‚einfacher Ton‘)
- alio modo, juxta morem Romanum (‚anderer Modus nach dem römischen Brauch‘)

## Renaissance
- Jacob Praetorius der Ältere (um 1520 – 1586)
- Giovanni Pierluigi da Palestrina (1525–1594)
- Rogier Michael (um 1553 – 1623) Te Deum (1594)[1]

## Barock und Vorklassik
- Heinrich Schütz (1585–1672): Herr Gott, dich loben wir (SWV 472: Deutsches Te Deum, Echtheit fraglich)[2]
- Heinrich Scheidemann (um 1596 – 1663): Te Deum laudamus für Orgel[3]
- Jiři Melcl (1624–1693)
- Augustin Pfleger (um 1630 – nach 1689): Te Deum laudamus für 6 Vokal- und 7 Instrumentalstimmen (geschrieben zur Einweihung der Kieler Universität 1665)
- Jean-Baptiste Lully (1632–1687): Te Deum LWV 55 (1678)
- Dieterich Buxtehude (1637–1707): Te Deum laudamus BuxWV 218 für Orgel[3]
- Marc-Antoine Charpentier (1643–1704):
  - Te Deum à 8 voix avec flûtes et violons H 145 (1672)
  - Te Deum H 146 (1692, Prélude seit 1954 Eurovisionsfanfare)
  - Te Deum à quatre voix H 147 (1693), Te Deum à 4 voix H 148 (1699)
- Marin Marais (1656–1728): verschollen
- Michel-Richard Delalande (1657–1726)
- Henry Purcell (1659–1695): Te Deum & Jubilate Deo Z 232 für Soli, Chor und Orchester (für den Cäcilientag des Jahres 1694 entstanden. Es handelt sich um das erste englische Te Deum mit Orchesterbegleitung. Eine der letzten Kompositionen Purcells)[4]
- André Campra (1660–1744)
- Henry Desmarets (1661–1741)
- Jean Gilles (1668–1705)
- Louis Marchand (1669–1732)
- Johann Hugo von Wilderer (1670–1724)
- Giovanni Bononcini (1670–1747), Te Deum vertont 1741
- Jan Dismas Zelenka (1679–1745):
  - Te Deum D-Dur ZWV 145 (ca. 1724)
  - Te Deum D-Dur ZWV 146 (1731)
- Johann Sebastian Bach (1685–1750):
  - Singet dem Herrn ein neues Lied, BWV 190, Kantate für Neujahr 1724, Anfang im 1. und im 2. Satz
  - Herr Gott, dich loben wir, BWV 16, Kantate für Neujahr 1726, Anfang im 1. Satz
  - Gott, man lobet dich in der Stille, Kantate zur Ratswahl (1728?), Schlusschoral
  - Herr Gott, dich loben wir, Herr Gott, wir danken dir BWV 328 (?)
  - BWV 725, BWV 326 (?), BWV Anh. 31 (?)
- Domenico Scarlatti (1685–1757): Te Deum à 8 (1721), u. a.
- Georg Friedrich Händel (1685–1759):
  - Utrechter Te Deum HWV 278 (1713)[4]
  - Caroline Te Deum HWV 280 (1714)[4]
  - Chandos Te Deum HWV 281 (1717)[4]
  - Te Deum in A-Dur HWV 282 (1726)[4]
  - Dettinger Te Deum HWV 283 (1743)[4]
- Gottfried Heinrich Stölzel (1690–1749):  Te Deum/Herr Gott, dich loben wir (ca. 1717/20)
- Johann Adolf Hasse (1699–1785)
- Carl Heinrich Graun (1703/04–1759)
- António Teixeira (1707 – nach 1776): Te Deum (1734)
- Marianus Königsperger (1708–1769): Te Deum op. 10 (1747), op. 12 (1748), op. 25 (1767)
- Franz Xaver Richter (1709–1789): Kemptener Te Deum (1742)[5]
- Johann Christian Bach (1735–1782): Te Deum (Mailand um 1761)

## Zeit der Wiener Klassik
- Joseph Haydn (1732–1809): Te Deum Hob XXIIIc:C1 (?), Te Deum Hob XXIIIc:D1 (?), Te Deum Hob XXIIIc:G1 (?), Te Deum reges Hob XXIIIa:D5 (1800, komponiert für die Kaiserin Maria Theresa von Neapel-Sizilien)
- Michael Haydn (1737–1806): Te Deum MH 28, Te Deum MH 145,Te Deum MH 415, Herr, großer Gott, dich loben wir MH 672, Te Deum MH deest. (Hob XXIIIc:1) (1765) (früher Joseph Haydn zugeschrieben)[6]
- Johann Gottlieb Naumann (1741–1801): Te Deum D-Dur für Sopran, Alt, Tenor, Bass, Chor und Orchester (1769), Te Deum laudamus C-Dur für Soli, Chor, Orchester und Basso continuo (1771), Te Deum D-Dur (1778)
- Nikolaus Betscher (1745–1811): Te Deum D-Dur
- Joseph Willibald Michl (1745-1816): Te Deum D-Dur für Soli SAZB, vierstimmigen Chor und Orchester (spätestens 1816)
- Antonio Salieri (1750–1825): Te Deum laudamus de Incoronazione D-Dur für vierstimmigen Chor und Orchester (1790), Te Deum laudamus D-Dur für Doppelchor und Orchester (1799, Neufassung des Te Deum von 1790), Te Deum laudamus C-Dur für Soli, vierstimmigen Chor und Orchester (1819)
- Johann Gottfried Schicht (1753–1823) – hat vier Te Deum komponiert
- Peter von Winter (1754–1825) – es sind zwei Te Deum überliefert
- Wolfgang Amadeus Mozart (1756–1791): Te Deum KV 141 für Chor und Orchester – Streicher, Orgel und wahrscheinlich Pauken und Bläser (Wien 1769?), Te Deum KV 3 Anh. 241b, Te Deum KV 6 C.3.12
- Vincenzo Righini (1756–1812), zur Geburtstagsfeier der Königin Luise von Preußen (1810)
- Johann Simon Mayr (1763–1845): Te Deum in D (1805)
- Franz Xaver Süßmayr (1766–1803): Te Deum SmWV 122
- Andreas Romberg (1767–1821): Te Deum opus 55, SteR 232 (1806)
- Józef Kozłowski (1757–1831): Te Deum zur Krönung des Zaren Nikolaus I. (Russland) (1825)
- Anton Reicha (1770–1836) Te Deum (1825)
- Jan Theobald Held (1770–1851)
- Christoph Ernst Friedrich Weyse (1774–1842)
- Conradin Kreutzer (1780–1849)
- Karol Kurpiński (1785–1857)

## Romantik
- François-Joseph Fétis (1784–1871): Te Deum zum Geburtstag König Leopold I. (1856)
- Eduard Grell (1800–1886): Te deum laudamus für Solo und Chorstimmen mit Begleitung von 2 Violinen, Alto, Basso, 2 Oboen, 2 Fagots, opus 38 (um 1850)
- Hector Berlioz (1803–1869): Te Deum opus 22 (1848/49)
- Karl Kempter (1819–1871): Te Deum
- Felix Mendelssohn Bartholdy (1809–1847): Te Deum in D-Dur für Doppelchor und Basso Continuo (1826); Te Deum in A-Dur für Soli, Chor und Orgel (1832); Herr Gott, dich loben wir für Soli, Doppelchor, Gemeinde, Orchester und Orgel (1843) „Zur Feier des tausendjährigen Bestehens von Deutschland“[2]
- Otto Nicolai (1810–1849): Te Deum (1832)
- Franz Liszt (1811–1886): Te Deum II Searle 24 (1853), Te Deum I Searle 27 (1859)
- Giuseppe Verdi (1813–1901): Te Deum für Orchester und Doppelchor (1895–1896), Teil 4 in Quattro pezzi sacri. Laut Verdi als Danksagung an das Publikum wegen seiner Abstinenz als Opernkomponist gedacht. Die Uraufführung fand im Jahre 1898 im Pariser Opernhaus statt. Somit erfolgte mit dieser Komposition, nach Bruckners Klavierfassung seines Te Deum, die endgültige Einführung des Te Deum als eigens für den Konzertsaal bestimmtes Stück, abseits aller Bindungen an die kirchliche Liturgie.
- Alexandre Guilmant (1837-1911): Te Deum op.7 (1856) für Chor und Orchester
- Franz Josef Schütky: Te Deum
- Friedrich Kiel (1821–1885): Te Deum für Soli, Chor und Orchester opus 46 (1866)
- Anton Bruckner (1824–1896): Te Deum in C-Dur WAB 45 (1881, überarbeitet 1883/84)
- Franz Wüllner (1832–1902): Te Deum für 4-8 stimmigen gem. Chor und großes Orchester op. 50 (1888)
- Franz Xaver Witt (1834–1888): Te Deum
- Johann Baptist Molitor (1834–1900): Te Deum
- Peter Benoit (1834–1901): Te Deum
- Georges Bizet (1838–1875): Te Deum für Soli, Chor u. Orchester WD 122 (1858)
- Antonín Dvořák (1841–1904): Te Deum für Soli, Chor und Orchester opus 103 (1892)
- Arthur Sullivan (1842–1900): Te Deum laudamus (1872), Boer War Te Deum (1902)
- Hugo Bußmeyer (1842–1912)
- Josef Gruber (1855–1933): Te Deum
- Edward Elgar (1857–1934): Te Deum und Benedictus für Chor, Orgel und Orchester opus 34 (1897)

## Moderne
- Ralph Vaughan Williams (1872–1958): Te Deum in G-Dur für Chor und Orchester (Orgel) (1928), Festival Te Deum für Chor und Orchester (Orgel) (1937)
- Max Reger (1873–1916): Fantasie über Te Deum laudamus, Nummer 2 aus Drei Orgelstücke opus 7 (1892); Te Deum aus Zwölf kleine Stücke für die Orgel opus 59 (1901)
- Havergal Brian (1876–1972): 1. Sinfonie The Gothic für Soli, Kinderchor, zwei doppelte Chöre und Orchester (1919–1927) – den letzten drei Sätzen liegt der Text des Te Deum zu Grunde.
- Joseph Haas (1879–1960): Te Deum opus 100 für Soli, gem. Chor und Orchester (1945)
- Otto Olsson (1879–1964): Te Deum opus 25 (1906)
- Walter Braunfels (1882–1954): Te Deum opus 32 für Sopran, Tenor, gemischten Chor, großes Orchester und Orgel (1920/1921)
- Zoltán Kodály (1882–1967): Budavári Te Deum (1936)
- Wilhelm Furtwängler (1886–1954): Te Deum für Soli, Chor und Orchester (1910)
- Rudolf Mauersberger (1889–1971): Dresdner Te Deum (1944/45)
- Joseph Messner (1893–1969): Te Deum für Soli Sopran + Bariton, vier- bis achtstimmigen Chor, Bläserseptett und Pauken, op. 38 (1935)
- Josef Schelb (1894–1977): 94. Psalm und Te Deum für gem. Chor a capella (1956)
- Wilhelm Kempff (1895–1991): Te Deum, opus 26 (1925) für Chor, Blechbläser, Pauke und Orgel
- Richard Flury (1896–1967): Te Deum
- Albert Jenny (1912–1992): Te Deum für Soli (Sopran, Alt, Tenor, Bass), 4st. gem. Chor, Orchester und Orgel (1950)
- Josef Lammerz (1930–2014) Te Deum; Soli, Chor, Orchester, Orgel, 1954/88/96, Uraufführung am 13. November 2010 in Bonn
- Ernst Pepping (1901–1981): Te Deum (1956)
- William Walton (1902–1983): Coronation Te Deum für Chor, Orchester und Orgel (1952–1953)
- Hermann Schroeder (1904–1984): Te Deum opus 16 für gem. Chor und Orgel oder Bläser (1932)
- Walter Kraft (1905–1977): Te Deum (?)
- Jean Langlais (1907–1991) Te Deum, 4 voix mixtes et orgue, trompette et timbales ad libitum (Pro Organo) (1973)
- Heinz Schubert (1908–1945) Hymnisches Konzert für Sopran, Tenor, Orgel und Orchester (1939) – der Schlussteil enthält eine Vertonung des Te Deums
- Harald Genzmer (1909–2007): Te Deum Laudamus für drei Trompeten, drei Pauken und Orgel (1997)
- Heinrich Sutermeister (1910–1995): Te Deum (1975)
- Percy Young (1912–2004): Festival Te Deum (1961)
- Benjamin Britten (1913–1976): Te Deum in C Dur ohne Opuszahl (1934); Festival Te Deum opus 32 für gemischten Chor und Orgel (1944)
- Karl Michael Komma (1913–2012): Te Deum für Orgel
- Felicitas Kukuck (1914–2001): Das Te Deum, Kantate für Bläser und Chor (komponiert 1968. Stuttgart: Hänssler, 1961)
- Vincent Persichetti (1915–1987): Te Deum opus 93, für Chor und Orchester (1963)
- Hans Posegga (1917–2002): Oratorium Te Deum Benediktoburanum (1981)
- Jeanne Demessieux (1921–1968): Te Deum, opus 11 (komponiert 1957/58. Paris: Durand, 1959)
- Ruth Zechlin (1926–2007): Te Deum (2001)
- Günter Gerlach (1928–2003): Te Deum, Zyklus für Orgel (1961)
- Heinrich Poos (1928–2020): Te Deum (1959)
- Petr Eben (1929–2007): Prager Te Deum 1989 (1989)
- Heinz Werner Zimmermann (1930–2022): Te Deum, für Sopran- und Baritonsolo, gemischten Chor und Orchester (1998/2006)
- Józef Świder (1930–2014) Te Deum, Günter Graulich und den Motettenchor Stuttgart gewidmet (2001)
- Xavier Benguerel (1931–2017): Te Deum für Soli, Chor und Orchester (1993)
- Krzysztof Penderecki (1933–2020): Te Deum für Soli, Chor und Orchester (1979/1980)
- Peter Janssens (1934–1998): Te Deum, in Elisabeth von Thüringen, 4. Akt (1984)
- Siegfried Matthus (1934–2021): Te Deum für Soli, Chor und Orchester (2005) – Zur Einweihung der rekonstruierten Frauenkirche (Dresden) komponiert. Uraufführung durch den Rundfunkchor Berlin in Dresden
- Walter Steffens (* 1934): Te Deum für Soprano, Alto, Tenore I, Tenore II, Basso. Auftragskomposition zum 350. Gedenkjahr an den Westfälischen Frieden (1997)
- Arvo Pärt (* 1935): Te Deum für drei Chöre, Klavier, Streicher und Tonband (1984–1992)
- Konrad Seckinger (1935–2015): Partita über ‚Großer Gott wir loben Dich‘ für Orgel
- Colin Mawby (1936–2019): Te Deum (deutsche Erstaufführung: 2009)
- Karl Jenkins (* 1944): Te Deum (2008) für Chor und Orchester
- John Rutter (* 1945): Te Deum (1988) für Chor und Orchester
- Pēteris Vasks (* 1946): Te Deum (1991) für Orgel
- Jan Sandström (* 1954): Te Deum für Chor und Orchester (1996)
- Carlo Pedini (* 1956): Te Deum, entstanden zwischen 1994 und 1999 für Chor, Kinderstimmen, Orgel und Orchester
- Steve Dobrogosz (* 1956): Te Deum (2002), Chor SATB und Streicher oder Chor und Piano
- Rihards Dubra (* 1964): Te Deum für sechs Chöre und Orchester
- Ēriks Ešenvalds (* 1977): Trinity Te Deum (2012)